# Găng tay vàng Giải bóng đá Ngoại hạng Anh
Găng tay vàng Giải bóng đá Ngoại hạng Anh hằng năm được Hiệp hội bóng đá Anh tặng cho các Thủ môn giữ sạch lưới nhiều nhất (khi thủ môn không để đối phương ghi bàn trong một trận đấu) tại giải bóng đá Ngoại hạng Anh. Đối với nhà tài trợ, nó đã được gọi Barclays Golden Glove kể từ khi ra đời mùa bóng 2004-05 đến mùa 2015-16, từ mùa 2017-18 đến 2019-20 là Cadbury Golden Glove, Trong mùa giải 2020–21, nó được gọi là Coca-Cola Zero Sugar Golden Glove và cho mùa giải 2021–22 được gọi là Castrol Golden Glove.
Ban đầu, Găng tay vàng chỉ được trao cho 1 thủ môn có số trận giữ sạch lưới cao nhất, nếu có nhiều thủ môn đạt thành tích ngang nhau thì ai có tỷ lệ giữ sạch lưới vượt trội so với các trận sẽ nhận giải thưởng. Tuy nhiên, bắt đầu từ mùa bóng 2013–14, Găng tay vàng được trao cho các thủ môn với số trận giữ sạch lưới như nhau, bất kể số trận họ chơi.
Năm 2005, Găng tay vàng đầu tiên được trao cho Petr Čech của Chelsea. 24 trận giữ sạch lưới trong một mùa giải của Čech vẫn là kỷ lục hiện tại. Kể từ năm 2005, Čech và Joe Hart đã giành được giải thưởng này nhiều lần nhất với 4 lần, và Čech là thủ môn duy nhất đã giành được giải thưởng này với 2 đội khác nhau (Chelsea và Arsenal). Pepe Reina là thủ môn đầu tiên liên tiếp giành được giải thưởng này trong 3 mùa giải liên tiếp từ 2005 đến 2008. Joe Hart sau đó lặp lại thành tích với Manchester City từ năm 2010 đến 2013, cũng như Ederson với cùng một câu lạc bộ từ năm 2020 đến năm 2022.
Trong mùa giải 2008–09, Edwin van der Sar đã vượt qua kỷ lục 10 trận giữ sạch lưới liên tiếp trước đó của Čech với 14 trận. Trong suốt chuỗi trận của mình, Van der Sar đã trải qua 1.311 phút mà không để thủng lưới bàn nào. Trong quá trình đó, anh đã phá cả kỷ lục của Čech (1.025 phút), kỷ lục bóng đá của Steve Death (1.103 phút) và cũng là kỷ lục giải đấu mọi thời đại ở Anh (1.155 phút) về số phút giữ sạch lưới liên tiếp nhiều nhất.

## Người chiến thắng

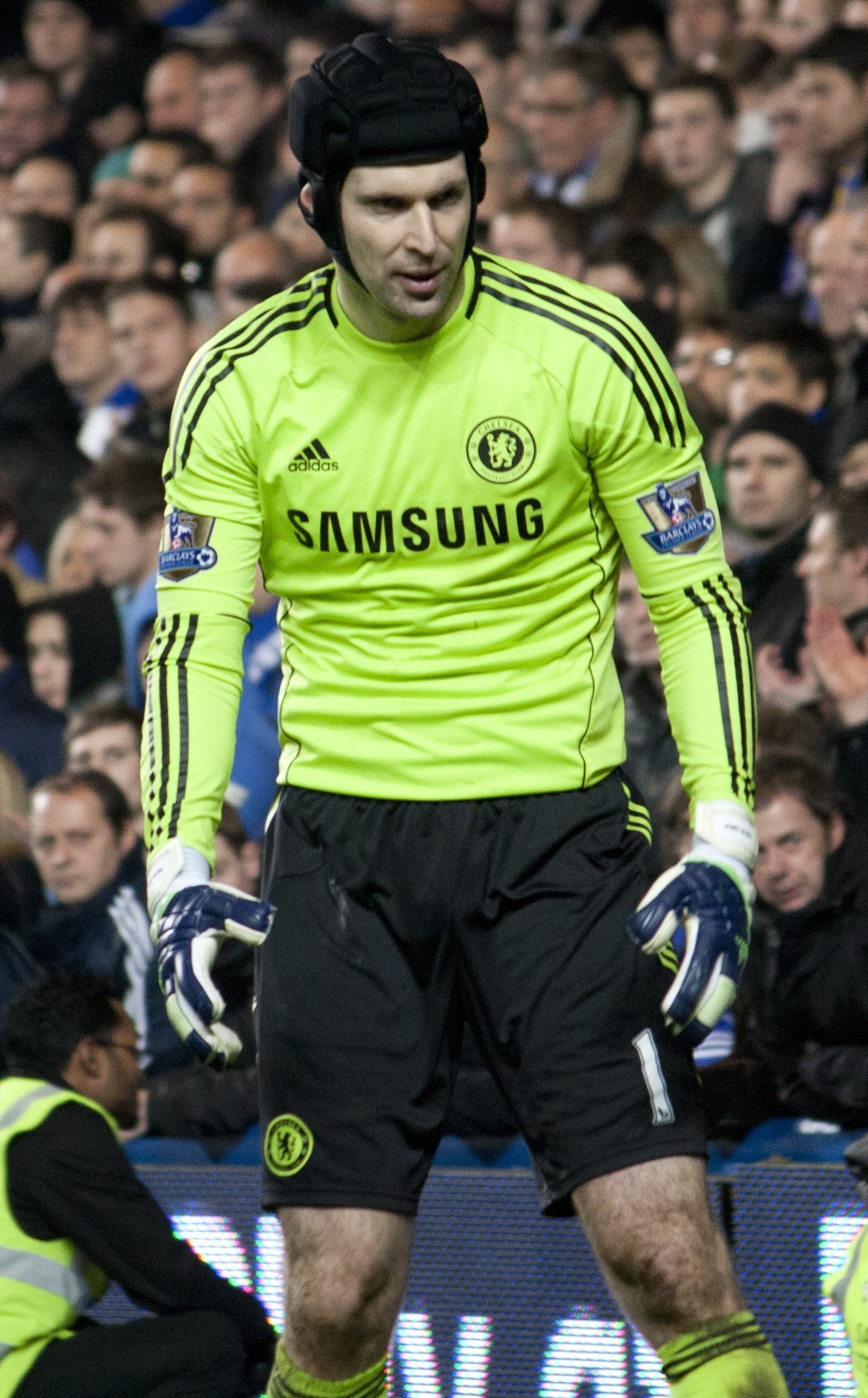
Petr Čech giành găng tay vàng năm 2005.

| Cầu thủ (X)                               | Tên cầu thủ và số lần họ giành giải (Nếu có nhiều hơn 1 người chiến thắng). |
| multiple award winners in the same season | Chỉ ra nhiều người đoạt giải trong cùng 1 mùa giải                          |
| ‡                                         | Biểu thị câu lạc bộ vô địch Premier League trong mùa giải đó.               |

| Mùa giải | Cầu thủ            | Quốc tịch    | Câu lạc bộ         | Giữ sạch lưới (trận) | Tham khảo     |
| -------- | ------------------ | ------------ | ------------------ | -------------------- | ------------- |
| 2004–05  | Petr Čech          | Cộng Hoà Séc | Chelsea‡           | 24                   | [ 10 ]        |
| 2005–06  | Pepe Reina         | Tây Ban Nha  | Liverpool          | 20                   | [ 11 ]        |
| 2006–07  | Pepe Reina (2)     | Tây Ban Nha  | Liverpool          | 19                   | [ 12 ]        |
| 2007–08  | Pepe Reina (3)     | Tây Ban Nha  | Liverpool          | 18                   | [ 13 ] [ 14 ] |
| 2008–09  | Edwin van der Sar  | Hà Lan       | Manchester United‡ | 21                   | [ 15 ]        |
| 2009–10  | Petr Čech (2)      | Cộng Hoà Séc | Chelsea‡           | 17                   | [ 11 ]        |
| 2010–11  | Joe Hart           | Anh          | Manchester City    | 18                   | [ 16 ] [ 17 ] |
| 2011–12  | Joe Hart (2)       | Anh          | Manchester City‡   | 17                   | [ 18 ]        |
| 2012–13  | Joe Hart (3)       | Anh          | Manchester City    | 18                   | [ 19 ] [ 20 ] |
| 2013–14  | Petr Čech (3)      | Cộng Hoà Séc | Chelsea            | 16                   | [ 21 ]        |
| 2013–14  | Wojciech Szczęsny  | Ba Lan       | Arsenal            | 16                   | [ 21 ]        |
| 2014–15  | Joe Hart (4)       | Anh          | Manchester City    | 14                   | [ 22 ]        |
| 2015–16  | Petr Čech (4)      | Cộng Hoà Séc | Arsenal            | 16                   | [ 23 ]        |
| 2016–17  | Thibaut Courtois   | Bỉ           | Chelsea‡           | 16                   | [ 24 ]        |
| 2017–18  | David de Gea       | Tây Ban Nha  | Manchester United  | 18                   | [ 25 ]        |
| 2018–19  | Alisson Becker     | Brasil       | Liverpool          | 21                   | [ 26 ]        |
| 2019–20  | Ederson            | Brasil       | Manchester City    | 16                   | [ 27 ]        |
| 2020–21  | Ederson (2)        | Brasil       | Manchester City‡   | 19                   | [ 28 ]        |
| 2021–22  | Alisson Becker (2) | Brasil       | Liverpool          | 20                   | [ 29 ]        |
| 2021–22  | Ederson (3)        | Brasil       | Manchester City‡   | 20                   | [ 29 ]        |
| 2022–23  | David de Gea (2)   | Tây Ban Nha  | Manchester United  | 17                   | [ 30 ]        |
| 2023–24  | David Raya         | Tây Ban Nha  | Arsenal            | 16                   | [ 31 ]        |

## Thống kê theo quốc tịch
| Quốc gia     | Tổng cộng |
| ------------ | --------- |
| Tây Ban Nha  | 6         |
| Brasil       | 5         |
| Anh          | 4         |
| Cộng Hoà Séc | 4         |
| Hà Lan       | 1         |
| Ba Lan       | 1         |
| Bỉ           | 1         |

## Thống kê theo câu lạc bộ
| Câu lạc bộ        | Tổng cộng |
| ----------------- | --------- |
| Manchester City   | 7         |
| Liverpool         | 5         |
| Chelsea           | 4         |
| Manchester United | 3         |
| Arsenal           | 3         |